# Terminal towarowy

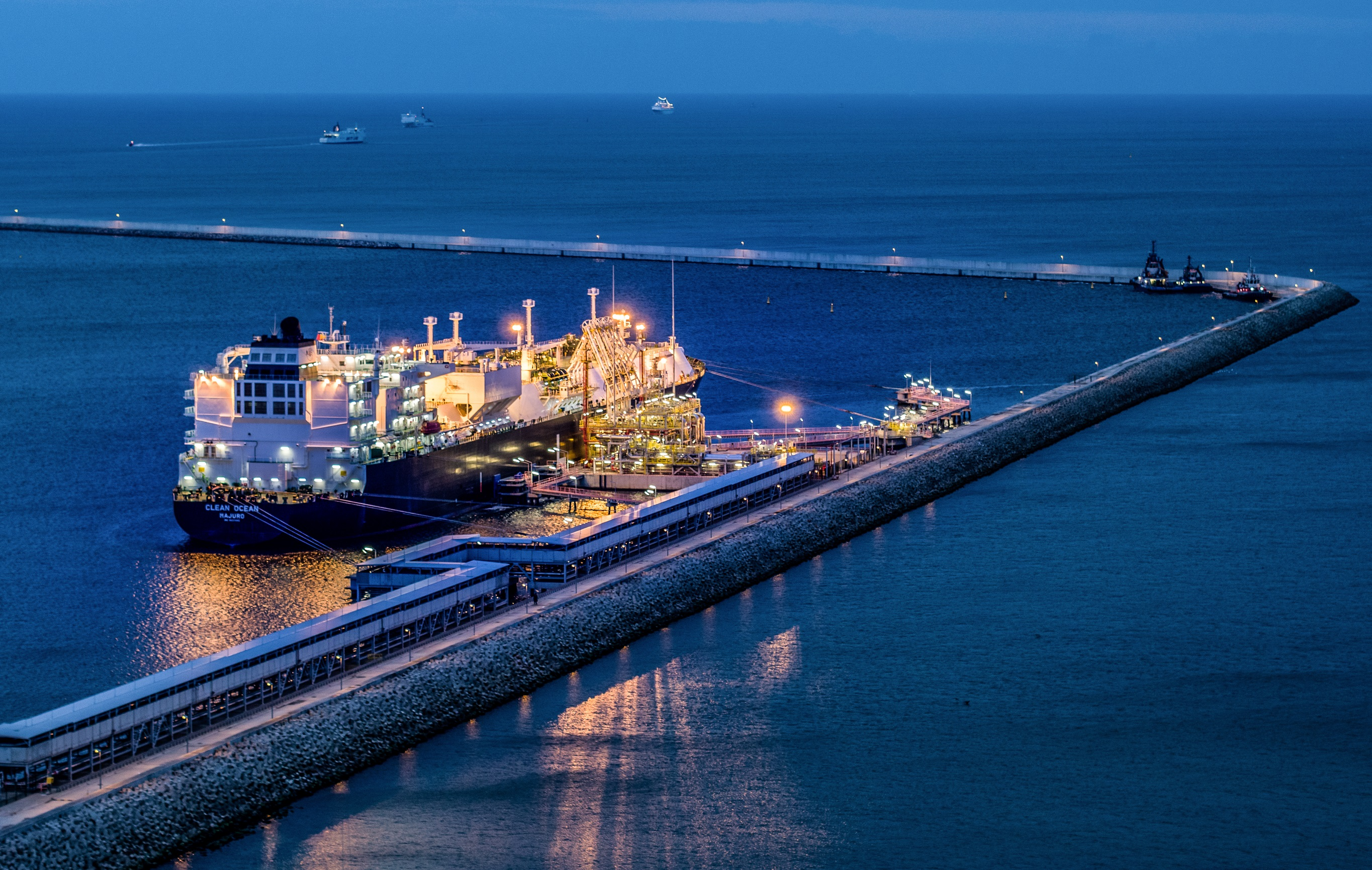
Terminal towarowy (gazoport)

Terminal towarowy – obiekt z wyposażeniem służącym do przeładunku między co najmniej dwoma rodzajami transportu lub między dwoma różnymi systemami kolejowymi, oraz do tymczasowego składowania towarów, taki jak port, port śródlądowy, port lotniczy i terminal kolejowo-drogowy.